# Junior Eurovision Song Contest 2004
Junior Eurovision Song Contest 2004 je 2. ročník soutěže, která se konala v norském Lillehameru dne 20. listopadu 2004. Soutěž trvala 2 hodiny a 15 minut, byla vysílana do 20 zemí a měla 100 miliónu zhlédnutí. Soutěž nakonec vyhrála devítiletá Španělka María Isabel s písní "Antes muerta que sencilla". Píseň držela rekord v počtu získaných bodů (171), než v roce 2015 maltská reprezentantka Destiny Chukunyere získala 185 (respektive 173) bodů.

## Místo konání
V roce 2003 vyšlo najevo, že soutěž se má konat v britském Manchesteru, ale britská ITV odmítla soutěž pořádat, kvůli finančním a plánovacím problémům. Místo konání se tedy přesměrovalo do Chorvatska, ale HRT zapomněla, že místo konání bylo jíž zarezervováno v období soutěže. NRK se později nabídla, aby se soutěž konala v Norsku.

## Zajímavosti
- 1. V tomto roce se účastnilo 18 zemí, což bylo do roku 2018 nejvíc za celou dobu existence JESC
- 2.  Řecko bylo opět vylosováno, jako 1. země v pořadí
- 3.    V top 3 se umístili stejné země jako v minulém roce (Španělsko, Spojené království a Chorvatsko) ale v jiném pořadí
- 4.  Řecko dostalo v hlasování vícekrát 12 bodů než Kypr, Dánsko nebo Spojené království, faktem je že tyto 3 země ve výsledku se umístili lépe
- 5.  Francie byla volena všemi zeměmi, skončila však hůř než Chorvatsko a Rumunsko které byly voleny jenom 17/18 zeměmi
- 6.  Polsko opět skončilo poslední a opět jenom se 3 body
- 7.  Před začátkem hlasování, moderátory vyrušila Stianova "Matka", která s někým neustále volala, Stian jí vzal telefon se slovy "Get Your Mom Off The Phone!" (Vezměte Mamce Telefon!)
- 8.    Švédsko skončilo opět na 15. místě, Norsko na 13. místě a Nizozemsko na 11. místě
- 9.  Po vítězství Marií se její album umístilo na hitparádách nejen ve Španělsku, ale také ve Francii, Itálii, Skandinávii a i v Latinské Americe. Marie je taky nejmladší vítězkou v historii JESC. Soutěž vyhrála v 9 letech a 10 měsících
- 10.  Švýcarsko se soutěže účastnilo jenom v tomhle roce zatím se nevrátilo
- 11.  Mluvčí u španělského hlasování nebyl člověk, nýbrž loutka, která se jmenovala Lucho
- 12.  Norský reprezentant @lek je druhý nejstarší reprezentant který se kdy účastnil (15 let, 11 měsíců a 23 dní).
- 13.  Belgická píseň Accroche-toi pojednává o sebevraždě.

## Výsledky
| Pořadí | Země               | Jazyk         | Interpret                          | Píseň                                       | Překlad                   | Místo | Body |
| ------ | ------------------ | ------------- | ---------------------------------- | ------------------------------------------- | ------------------------- | ----- | ---- |
| 1      | Řecko              | Řečtina       | Secret Band                        | "O palios mou eaftos" (Ο παλιός μου εαυτός) | Mé staré já               | 9.    | 48   |
| 2      | Malta              | Angličtina    | Young Talent Team                  | "Power of a Song"                           | Síla písně                | 12.   | 14   |
| 3      | Nizozemsko         | Nizozemština  | Klaartje & Nicky                   | "Hij is een kei"                            | On je nejlepší            | 11.   | 27   |
| 4      | Švýcarsko          | Italština     | Denis Mirachi                      | "Birichino"                                 | Drzý                      | 16.   | 4    |
| 5      | Norsko (pořadatel) | Norština      | @lek                               | "En stjerne skal jeg bli"                   | Já budu hvězda            | 13.   | 12   |
| 6      | Francie            | Francouzština | Thomas Pontier                     | "Si on voulait bien"                        | Jestli opravdu chceme     | 6.    | 78   |
| 7      | Makedonie          | Makedonština  | Martina Siljanovska                | "Zabava" (Забава)                           | Párty                     | 7.    | 64   |
| 8      | Polsko             | Polština      | KWADro                             | "Łap życie"                                 | Chyť život                | 17.   | 3    |
| 9      | Kypr               | Řečtina       | Marios Tofi                        | "Oneira" (Ονειρα)                           | Sny                       | 8.    | 61   |
| 10     | Bělorusko          | Běloruština   | Egor Volchek                       | "Spjavacje so mnoj" (Спявайце со мной)      | Zpívejte se mnou          | 14.   | 9    |
| 11     | Chorvatsko         | Chorvatština  | Nika Turković                      | "Hej mali"                                  | Hej maličký               | 3.    | 126  |
| 12     | Lotyšsko           | Lotyština     | Mārtiņš Tālbergs & C-Stones Junior | "Balts vai melns"                           | Bíla nebo černá           | 17.   | 3    |
| 13     | Spojené království | Angličtina    | Cory Spedding                      | "The Best is Yet to Come"                   | Nejlepší je teprve přijít | 2.    | 140  |
| 14     | Dánsko             | Dánština      | Cool Kids                          | "Pigen er min"                              | Ta dívka je moje          | 5.    | 116  |
| 15     | Španělsko          | Španělština   | María Isabel                       | "Antes Muerta que Sencilla"                 | Radši mrtvá než obyčejná  | 1.    | 171  |
| 16     | Švédsko            | Švédština     | Limelights                         | "Varför jag ?"                              | Proč já ?                 | 15.   | 8    |
| 17     | Belgie             | Francouzština | Free Spirits                       | "Accroche-toi"                              | Počkej                    | 10    | 37   |
| 18     | Rumunsko           | Rumunština    | Noni Răzvan Ene                    | "Îţi mulţumesc"                             | Děkuji                    | 4     | 123  |

## Ostatní země
- Izrael &  Německo - Obě země se měly účastnit společně s ostatními 18 zeměmi soutěže, ale odstoupily
- Irsko - Byly zprávy o účasti Irska v soutěži, ale nakonec se neúčastnilo

## Komentátoři
- Belgie - Ilse van Hoecke & Marcel Vanthilt (VRT)
- Belgie - Jean-Louis Lahaye (RTBF)
- Francie - Elsa Fayer & Bruno Berberes (F3)
- Makedonie - Milanka Rašik (MTV)
- Nizozemsko - Angela Groothuizen (NPO1)
- Rumunsko - Leonard Miron (TVR1)
- Spojené království - Matt Brown (ITV2)
- Španělsko - Fernando Argenta (TVE1)
- Švýcarsko - Roman Kilchsperger (SF2)
- Švýcarsko - Marie Thérèse POrchet (TSR 2)
- Švýcarsko - Claudio Lazzatino & Daniele Rauseo (TSI 1)

## Mluvčí v hlasování
| - 1. Řecko - Kalli - 2. Malta - Thea Saliba - 3. Nizozemsko - Danny - 4. Švýcarsko - ? - 5. Norsko - Ida - 6. Francie - Gabrielle - 7. Makedonie - Filip - 8. Polsko - Jadwiga - 9. Kypr - Stella-Maria | - 10. Bělorusko - Darya - 11. Chorvatsko - Buga - 12. Lotyšsko - Sabine - 13. Spojené království - Charlie - 14. Dánsko - Anne Gadegaard (účastnice JESC 2003) - 15. Španělsko - Loutka "Lucho" - 16. Švédsko - Queenie - 17. Belgie - Alex - 18. Rumunsko - Emy |